# Víctor Castañeda
Víctor Manuel Castañeda Flores (San Vicente de Tagua Tagua, 21 dicembre 1938) è un ex calciatore cileno, di ruolo difensore.

## Carriera

### Club
Ha sempre giocato nel campionato cileno.

### Nazionale
Con la Nazionale cilena ha partecipato al Campeonato Sudamericano 1967.